# Helius (Helius) larotypa
Helius (Helius) larotypa is een tweevleugelige uit de familie steltmuggen (Limoniidae). De soort komt voor in het Neotropisch gebied.